# Asajj Ventress
Asajj Ventress es un personaje de la franquicia Star Wars. Originalmente destinada a aparecer como antagonista en la película de 2002 Star Wars: Episodio II – El ataque de los clones, fue presentada por primera vez en la microserie de 2003 Star Wars: Clone Wars (con la voz de Gray DeLisle), y es parte de la continuidad de Star Wars Legends. Una versión diferente de Ventress apareció en la película animada de 2008 The Clone Wars y la posterior serie de televisión del mismo nombre, en la que Nika Futterman le da voz. El personaje también aparece en medios relacionados con Star Wars, como libros, cómics y videojuegos, y se ha convertido en uno de los favoritos entre los fanáticos.
En el universo de Star Wars, Ventress es una ex miembro de las Hermanas de la Noche, un misterioso culto matriarcal de brujas del planeta rojo Dathomir, que fue vendida como esclava cuando era niña y posteriormente fue acogida como padawan Jedi por el Maestro Jedi que la salvó. Tras la muerte de su maestro en batalla, Ventress cae al lado oscuro de la Fuerza y se convierte en la aprendiz Sith informal y asesina personal del Conde Dooku. Como asesina Sith, empuña dos sables de luz con mangos curvos que pueden unirse y formar un arma de doble hoja con una curva en el medio. Originalmente una villana que se opone a los Jedi y la República Galáctica, finalmente es traicionada por Dooku y, después de un intento fallido de vengarse de él, intenta distanciarse de su antigua vida recurriendo a la caza de recompensas. Sin embargo, a pesar de sus esfuerzos, Ventress se ve arrastrada nuevamente a las Guerras Clon cuando ayuda a sus antiguos enemigos Jedi en diversas situaciones, redimiéndose lentamente. En la novela de 2015 Star Wars: Dark Disciple, adaptada de un arco de ocho episodios destinado a la séptima temporada de The Clone Wars, Ventress trabaja con el Jedi Quinlan Vos en una misión secreta para asesinar a Dooku y, finalmente, sacrifica su vida para salvar a Vos de él.

## Caracterización

### Creación
Antes de que se desarrollara el personaje del Conde Dooku, el departamento de arte de Star Wars: Episodio II – El ataque de los clones desarrolló una villana como posible antagonista principal. 
Cuando el universo expandido de Star Wars resucitó esta idea femenina Sith como una de las subordinadas de Dooku que podría aparecer con más frecuencia durante las Guerras Clon, esta Comandante Separatista sin nombre fue apodada Juno Eclipse, pero el nombre fue rechazado por "no ser lo suficientemente villano", y se le cambió el nombre a Asajj Ventress. El nombre Juno Eclipse se le dio más tarde a un personaje del videojuego Star Wars: The Force Unleashed, sin relación con Ventress.
Leland Chee de LucasArts sugirió usar "Asajj" como el nombre del personaje, nombrándola en honor al personaje Asaji de Throne of Blood de Akira Kurosawa.  

### Representación
Asajj Ventress fue interpretada por Gray DeLisle en la microserie Clone Wars de 2003, y por Nika Futterman en la película animada de 2008 Star Wars: The Clone Wars y su posterior serie de televisión, así como la mayor parte de sus apariciones en videojuego y otros dibujos animados. 

## Apariciones

### The Clone Wars
Ventress es una antagonista en la película The Clone Wars de 2008. Como discípula del Conde Dooku, ella lo ayuda con su plan para poner a Jabba el Hutt en contra de la República Galáctica secuestrando a su hijo Rotta. Ventress lucha contra el Caballero Jedi Anakin Skywalker y su nueva aprendiz Ahsoka Tano, quienes rescatan a Rotta, y más tarde también contra el Maestro Jedi Obi-Wan Kenobi, quien la derrota y la obliga a huir.
Ventress es un personaje principal en las cinco primeras temporadas de transmisión de la serie animada posterior. En la primera temporada, Ventress viaja a la luna de Rugosa como emisaria de Dooku para formar una alianza entre el planeta Toydaria y los separatistas. El rey de Toydaria se muestra reacio, pero permite que sus fuerzas se enfrenten a Yoda en la batalla para demostrar qué lado es superior. Cuando el rey decide ponerse del lado de la República, Dooku le da permiso a su asesino para matar al rey para tener más posibilidades con el sucesor. Sin embargo, Yoda frustra su intento y se ve obligada a huir. Dooku ordena a Ventress que espíe el planeta Kamino para las fuerzas separatistas, planeando una invasión con el general Grievous para destruir las instalaciones de producción de clones mientras roba la plantilla de ADN de Jango Fett de las instalaciones de producción. Luego, Ventress libera al virrey de la Federación de Comercio, Nute Gunray, de la custodia de Luminara Unduli y Ahsoka, luchando contra los dos Jedi antes de finalmente tener éxito en su misión.
En la tercera temporada, se explica la historia de fondo de Ventress: ella proviene del planeta Dathomir y las Hermanas de la Noche la vendieron a criminales. Probablemente habría muerto en una incursión pirata si no fuera por el Jedi Ky Narec, que se había estrellado en Rattatak. Narec percibió su potencial y la entrenó en los caminos de la Fuerza . Sin embargo, el señor de la guerra Osika Kirske mató a Narec antes de que Ventress pudiera convertirse en una Jedi de pleno derecho. Desarrolló un odio implacable hacia la Orden Jedi, que cree que abandonó a su maestro e ignoró el derramamiento de sangre en su planeta.
Finalmente, Darth Sidious llega a ver a Ventress como un lastre y le ordena a Dooku que la elimine. Dooku intenta, sin éxito, matarla, mientras ella se enfrenta a Anakin y Obi-Wan en un duelo final, en el que ella resulta herida. Ella recurre a las Hermanas de la Noche de Dathomir en busca de ayuda, y ellas diseñan a Savage Opress para que sirva como el nuevo aprendiz de Dooku para ganarse su confianza, antes de finalmente matarlo en nombre de Ventress. Sin embargo, el plan falla cuando Opress se vuelve contra Dooku y Ventress e intenta matarlos a ambos.
En la cuarta temporada, Ventress regresa con las Nightsisters. Ella se somete al ritual para convertirse en una Hermana de la Noche de pleno derecho, pero se ve frustrado cuando el ejército de droides de Grievous masacra a las Hermanas de la Noche mientras su matriarca, la Madre Talzin, se vuelve incorpórea. Talzin le dice que encuentre su propio camino, Ventress luego ayuda al equipo de cazarrecompensas de Boba Fett en una misión peligrosa pero rentable. Luego finalmente hace las paces con su pasado y tiene un futuro ideal como cazarrecompensas. Mientras todavía está perseguida por Opress, ella lo rastrea hasta Raydonia para cobrar una recompensa por él. Cuando llega a la nave espacial de Opress, se enfrenta a él y a Darth Maul cuando están a punto de matar a Obi-Wan. Ventress se une a su antigua némesis para luchar contra Maul y Opress, pero finalmente se ven obligados a escapar en su lanzadera.
En el arco final de la quinta temporada, Ventress casi detiene a Ahsoka, quien ha sido incriminada por intentar destruir el Templo Jedi. Finalmente ayuda a Ahsoka a escapar con la condición de que sea exonerada. Más tarde, Ventress ayuda a Anakin a descubrir que Barriss Offee, quien robó sus sables de luz, incriminó a Ahsoka.

### Discípulo Oscuro
En la novela Dark Disciple de 2015, basada en episodios inacabados de The Clone Wars, Ventress se une al Maestro Jedi encubierto Quinlan Vos en una misión "no Jedi" para matar a Dooku.  Ventress se enamora de Vos. Después de que Dooku convierte a Vos en el lado oscuro, Ventress finalmente logra redimirlo, pero Dooku la mata con un rayo de la Fuerza poco después. Más tarde, Vos devuelve el cuerpo de Ventress a Dathomir para que pueda reunirse en espíritu con sus hermanas caídas. 

### The Bad Batch
En enero de 2024, el tráiler de la temporada 3 de Star Wars: The Bad Batch reveló que Ventress había sobrevivido a los eventos de Dark Disciple y aparecería en la historia de la temporada. Brad Rau, director supervisor de The Bad Batch, dijo que la apariencia sería fiel y no contradictoria con los acontecimientos del libro. 

### Otros
El productor ejecutivo y escritor principal de Star Wars Resistance, Brandon Auman, reveló en 2021 que antes de su cancelación, la serie casi había presentado un duelo entre Ventress y el antagonista de la trilogía secuela, Kylo Ren (respectivamente, el primer y último personaje en usar los títulos de "Líder Supremo" en el universo de Star Wars). No se ha revelado cómo Ventress seguiría viva después de los eventos de Dark Disciple. 

### Legends
Con la adquisición de Lucasfilm en 2012 por parte de The Walt Disney Company, la mayoría de las novelas y cómics con licencia de Star Wars producidos desde la película original de 1977, Star Wars, fueron rebautizados como Star Wars Legends y declarados no canónicos para la franquicia en abril de 2014. 

#### Clone Wars (2003)
Ventress apareció por primera vez como villana secundaria en la microserie de 2003 Star Wars: Clone Wars. Cuando el Lord Sith Conde Dooku llega para agregar el planeta Rattatak a su movimiento separatista, es testigo de cómo Ventress lucha contra varios oponentes en una gran arena, derrotándolos a todos antes de afirmar ser un guerrero Sith. Cuando Dooku se ríe de la idea de que ella podría ser una Sith, Ventress intenta atacarlo, pero el Lord Sith la deja inconsciente con un rayo de Fuerza. Después de que ella despierta, Dooku la ataca de nuevo, pero ella salta hacia atrás y enciende sus sables de luz. En sus habitaciones, tiene lugar un breve duelo en el que Dooku corta sus dos sables de luz por la mitad, dejándola indefensa. Aunque Ventress es derrotada, Dooku queda impresionado por sus habilidades y la recluta para que sea su aprendiz apelando a su odio hacia los Jedi.
Más tarde, Darth Sidious asigna personalmente a Ventress para matar a Anakin Skywalker, y Dooku le presenta a la Jedi Oscura un nuevo par de sables de luz con empuñaduras curvas. Después de que Ventress se va, Sidious comenta que seguramente fracasará, pero que servirá como una prueba útil para Anakin. Luego, Ventress se enfrenta a las fuerzas de combate de la República en la órbita del planeta Muunilinst y atrae a Anakin a una persecución. Ventress y Anakin van a Yavin IV, y tiene lugar una feroz batalla desde el bosque hasta el templo Massassi. Aunque inicialmente gana la partida en su duelo, Anakin recurre a su inmensa conexión con la Fuerza y la domina brutalmente, haciéndola caer por el borde de un acantilado.

## Personalidad
Cuando era niña fue, probablemente, muy cariñosa y compasiva. Pero la muerte de su maestro, Ky Narec, le causó la caída a la espiral del lado oscuro. Consumida por el dolor, Ventress dio paso libre a su odio y sed de venganza. Abandonó la filosofía Jedi para perseguir el poder y la retribución. Contratada por Dooku, ella se convirtió en una aspirante a Sith y se embarcó en una matanza cruel contra los Jedi como comandante del Ejército Separatista durante las Guerras Clon. El único amor que conoció (pues lo que sentía por Dooku era la mayor de la admiraciones) fue un Jedi conocido como Quinlan Vos.

## Poderes y habilidades

### Formación con los sables de luz
Ventress era una maestra del Jar'Kai y tomó el estilo después de la muerte de Narec. Sin embargo, sin la guía de Narec ella cayó en la espiral del lado oscuro, convirtiéndola en una furia agresiva. Su destreza como duelista le permitió sostener su posición contra tres adversarios con poca dificultad. Sin embargo, a pesar de tener habilidades no dejó de tener debilidades. Durante sus primeros años, carecía de mayor fuerza física, lo que hacía que sus golpes carecieran de poder y también era vulnerable a los ataques de energía (como lo demuestra en el duelo contra Anakin Skywalker en Yavin IV). Sin embargo, con el tiempo fue desarrollando su fuerza física necesaria para compensar su debilidad. Pero su técnica siguió teniendo defectos, su uso del Makashi fue criticado por la Maestra Unduli como "sin refinar", "amateur" y "descuidado". También dependió en gran medida de su segunda hoja, quedando en desventaja si se la privaba de ella.

### Poderes de la Fuerza
Aunque era conocida por su habilidad en el combate físico, también tenía fuerza de resistencia. Además era capaz de usar la telequinesia en el grado más alto y la velocidad de la Fuerza. Al igual que era capaz de utilizar la fuerza de agarre. También es posible que tuviera el poder de la Fuerza de aplastamiento, como lo demuestra en el combate contra la Maestra Fay. En una ocasión Ahsoka Tano le dijo la maestra Luminara Unduli, que iba a enfrentar a Ventress,: "Maestra, con el debido respeto, Ventress es demasiado poderosa para que la venza un solo jedi"